# La Neuve-Grange
La Neuve-Grange è un comune francese di 325 abitanti situato nel dipartimento dell'Eure nella regione della Normandia.

## Società

### Evoluzione demografica
Abitanti censiti